# Italo-eritrei
Italo-eritrei sono i cittadini italiani emigrati in Eritrea o quelli che vi sono nati da coloni italiani.

## Storia

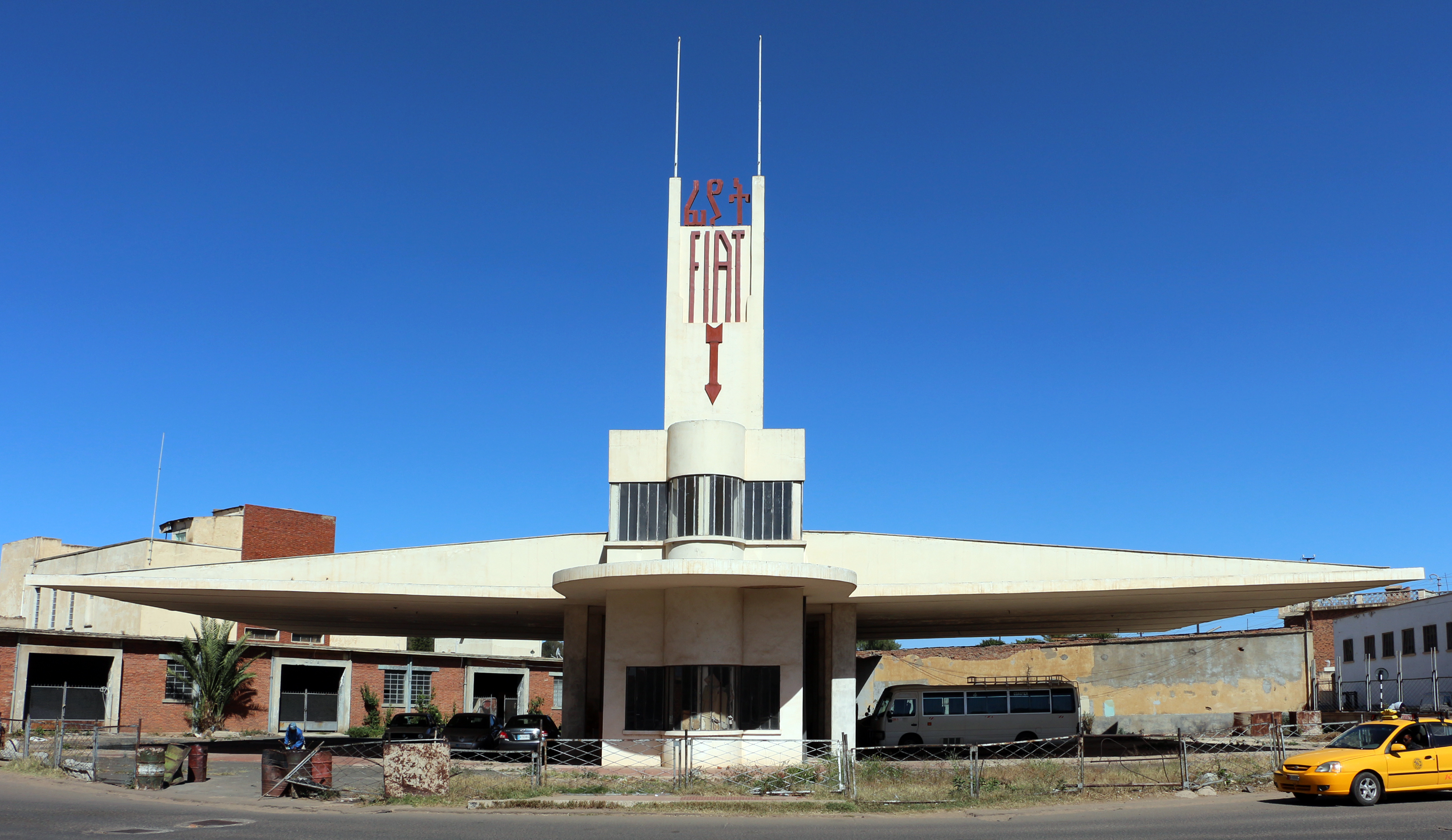
L'impianto in stile futurista "Fiat Tagliero", costruito ad Asmara nel 1938

La colonia italiana in Eritrea fu la prima creata dal Regno d'Italia. Dopo l'iniziale occupazione della costa eritrea (intorno ad Assab) da parte della compagnia Rubattino, truppe italiane vi si stabilirono ingrandendo i territori limitrofi e nel 1890 l'Eritrea fu ufficialmente dichiarata colonia italiana. Nei sessant'anni in cui l'Eritrea fu colonia del Regno d'Italia vi si sviluppò una consistente comunità italiana. Dal 1881 al 1941 gli italiani trapiantati in Eritrea (spesso con le loro famiglie) crebbero da poche centinaia alla fine del secolo XIX ad oltre 100.000 nel 1941.
Alla fine della prima guerra mondiale gli italo-eritrei erano circa 4.000, concentrati maggiormente nell'altopiano di Asmara (per via della sua temperatura mite) ed in minor quantità a Massaua.
Con l'avvento del fascismo e la sua politica colonizzatrice, la comunità italiana crebbe enormemente: secondo il censimento del 1939 in tutta la Colonia primogenita gli italiani erano 76.000 su un totale di 740.000, cioè il 10,27%. 
Con loro il Cattolicesimo in Eritrea ricevette un forte impulso. Furono costruite numerose chiese, tra cui spiccava la Chiesa della Beata Vergine del Rosario (Asmara). Oltre un terzo della popolazione eritrea professava il cattolicesimo nel 1940.
Strade e infrastrutture (la ferrovia Massaua-Asmara) furono inoltre ammodernate per il beneficio della colonia italiana, alloggiata in nuovi "quartieri italiani" delle città eritree (ancora visibili, come ad Asmara).
La capitale Asmara divenne una cittadina dove la maggioranza della popolazione era italiana (53.000 su 98.000 nel 1939) Dal 1930, ma già in precedenza con il governatore trevigiano Jacopo Gasparini, il profilo architettonico dell'Asmara mutò radicalmente, con la costruzione di nuove strutture ed edifici in stile razionalista tipico del ventennio fascista, che portarono la città ad essere soprannominata la "Piccola Roma".
L'edilizia degli anni trenta e la presenza coloniale italiana sono ancora oggi ben rintracciabili, sia nei principali edifici della città (Chiesa della Beata Vergine del Rosario (Asmara), Cinema "Impero", Palazzo del Governatore, Stazione "Fiat Tagliero", ecc.), sia nel nome di numerosi locali pubblici ed esercizi commerciali ("Bar Vittoria", "Pasticceria moderna", "Casa del formaggio", "Ferramenta", "Casa degli Italiani").
Nella primavera del 1941, durante la II Guerra Mondiale, l'Eritrea fu occupata dalle truppe britanniche ed iniziò un continuo calo della comunità italiana. Nel 1946 gli Italo-eritrei erano ridotti a solamente 38.000..
L'Eritrea rimase sotto occupazione militare alleata fino al 1947 e divenne un protettorato britannico fino al 1952, quando le Nazioni Unite la dichiararono federata con l'Impero etiope. Dal 1993 l'Eritrea ha ottenuto ufficialmente l'indipendenza.
Nel 1947 il diplomatico italo-eritreo Vincenzo Di Meglio - che alle Nazioni Unite si era opposto al progetto di spartizione dell'ex colonia italiana tra la Gran Bretagna e l'Etiopia - fu tra i fondatori del Partito Eritrea pro Italia a difesa degli italo-eritrei, bersagliati in quegli anni dalle milizie sciftà.
Dopo un breve periodo di normalizzazione negli anni cinquanta, la situazione in Eritrea riprese a peggiorare per gli italo-eritrei con l'inizio della guerra d'indipendenza dall'Etiopia nel 1961.
Negli anni duemila gli Italo-eritrei sono rimasti appena qualche centinaio, rappresentati a Roma dalla Associazione Italiana Profughi dall'Etiopia ed Eritrea (AIPEE).
Nel 2007 in Eritrea rimanevano solamente 733 italo-eritrei, concentrati ad Asmara e Massaua.
A tutt'oggi operano in Eritrea le scuole statali italiane (Materna "Montessori", Istituto Comprensivo e Liceo "Marconi") tutte site ad Asmara.
La legge italiana del 1992 concede il diritto alla cittadinanza italiana anche ai discendenti in linea retta di secondo grado. Dal 1992 al 2014 solo 80 italo eritrei sono riusciti ad ottenerla, potendo così trasferirsi in Italia, mentre oltre 300 richieste sono inevase presso il consolato di Asmara. A differenza dei discendenti italiani in America Latina, infatti, gli italo-eritrei non possono permettersi spese legali all'estero per dimostrare la propria discendenza e non viene loro rilasciato passaporto per poter espatriare. 
Molti italo-eritrei sono discendenti di unioni miste tra coloni e donne eritree, permesse dal governo italiano fino all'avvento del fascismo. Con il pretesto della "difesa del prestigio di razza di fronte ai nativi dell'Africa italiana"  dal 1933 fu vietato ai padri il riconoscimento dei figli meticci, chiamati dispregiativamente dqala e costretti alla marginalità sociale. Si contano circa 15.000 discendenti meticci di coloni italiani in Eritrea nei 70 anni di colonizzazione dal 1885 al 1941. Fino alla riforma del diritto di famiglia in Italia nel 1975, a tali persone è stato inoltre impedito dal diritto italiano di portare il cognome paterno (il diritto consuetudinario tigrino è invece facoltà della madre indicare per il figlio il cognome del padre, anche se questi è già sposato)..

## Lingua e religione
Generalmente gli italo-eritrei vissuti durante la Colonia eritrea parlano l'italiano, ma anche qualcosa di tigrino ed inglese. Sono tutti cattolici. Le nuove generazioni di italo-eritrei sono invece integrati nella società eritrea, perciò la maggior parte di loro parla solo qualche parola di italiano. Nella religione la maggior parte delle giovani generazioni è cattolica, mentre solo pochi giovani sono convertiti alle chiese riformate (o all'islam, nel caso di donne sposate con musulmani).

## Demografia
| 1910                                       | .............1.000 (0,26%) | .............390.000 |
| 1935                                       | .............3.100 (0,51%) | .............610.000 |
| 1939                                       | ...........76.000 (10,27%) | .............740.000 |
| 1946                                       | ...........38.000 (4,37%)  | .............870.000 |
| 2008                                       | ...............800 (0,02%) | ...........4.500.000 |
| Popolazione dell'Eritrea, dal 1910 al 2008 |                            |                      |